# Romulea rosea
Romulea rosea (L.) Eckl. è una pianta appartenente alla famiglia delle Iridacee.

## Distribuzione e habitat
La specie è un endemismo della Provincia del Capo in Sudafrica
Introdotta in numerosi paesi come pianta ornamentale si è rivelata una specie invasiva.